# Eupatellinella
Eupatellinella es un género de foraminífero bentónico de la subfamilia Ashbrookinae, de la familia Placentulinidae, de la superfamilia Discorboidea, del suborden Rotaliina y del orden Rotaliida. Su especie tipo es Eupatellinella bullata. Su rango cronoestratigráfico abarca el Holoceno.

## Clasificación
Eupatellinella incluye a las siguientes especies:
- Eupatellinella bullata
- Eupatellinella fastidiosa
- Eupatellinella lineoperforata